# ジェイソン・マシューズ
ジェイソン・マシューズ（Jason Matthews、1970年7月28日 - ）は、イギリスの男性プロボクサー。ロンドンハックニー区出身。 元WBO世界ミドル級王者。

## 来歴
1995年7月1日、マシューズはプロデビューを果たし4回1分52秒KO勝ちで白星でデビューを飾った。
1996年10月19日、ダニー・ライヤンと対戦し5回KO勝ち。
1997年5月29日、ロンドンのヒルトンでWBOインターコンチネンタルミドル級王者パトリック・スワンと対戦し、スワンの5回終了時棄権により王座獲得に成功した。
1997年10月11日、シェフィールドのシェフィールド・アリーナでダレン・ドリントンと対戦し7回2分17秒TKO勝ちで初防衛に成功した。
1998年2月7日、ロラント・スザボと対戦し初黒星となる6回52秒TKO負けで2度目の防衛に失敗し王座から陥落した。
1999年2月27日、コモンウェルスイギリス連邦ミドル級王者パウル・ジョーンズと対戦し7回1分16秒故意なホールディングで失格勝ちとなり王座獲得に成功した。
1999年7月17日、ドンカスターのドンカスター・ドームでWBO世界ミドル級正規王者のバート・シェンクが故障のブランクにより防衛できなくなっていることによって設置されたWBO世界ミドル級暫定王座決定戦でブライアン・ローズと対戦し2回28秒KO勝ちで王座獲得に成功した。
1999年11月、正規王座のシェンクの王座を剥奪し暫定王者のマシューズが正規王座に認定された。
1999年11月27日、アルマンド・クラインクと対戦し8回1分45秒TKO負けで初防衛に失敗し王座から陥落した。この試合を最後に29歳の若さで現役を引退した。

## 獲得タイトル
- WBOインターコンチネンタルミドル級王座
- コモンウェルスイギリス連邦ミドル級王座
- WBO世界ミドル級暫定王座（防衛0→正規王座に認定）
- WBO世界ミドル級王座（防衛0）